# Joana Flaviano
Joana Flaviano Aurtenetxe (Bilbao, 15 febbraio 1990) è un'ex calciatrice spagnola, di ruolo centrocampista.

## Carriera

### Club
Joana Flaviano Aurtenetxe si appassionò al calcio fin da giovane, tesserandosi a 13 anni con la Leioa e giocando nella sua sezione femminile, la Leioako Emakumeak, nella stagione 2003-2004 nella formazione infantil e nella successiva in quella Cadete-Juvenil.
Grazie alle sue prestazioni nell'estate 2004 colse l'occasione offertale dall'Athletic Bilbao per giocare nella sua formazione riserve, venendo inserita stabilmente in rosa con la squadra titolare e facendo il suo debutto nell'allora Superliga Femenina dalla stagione 2007-2008. Da allora giocò sette stagioni con la maglia dell'Athletic Club, contribuendo a conquistare in campionato la terza posizione per le prime quattro, e la seconda posizione, con il campionato che mutò la denominazione in Primera División, nelle tre edizioni successive, nonché due semifinali nella Copa de la Reina.
Nell'estate 2014 decise di affrontare una nuova sfida all'estero accordandosi con la Torres per giocare in Serie A, il massimo livello del campionato italiano femminile di calcio, e nella UEFA Women's Champions League. Con la società sassarese rimase per la sola stagione 2014-2015, l'ultima anche per la Torres, collezionando 15 presenze e siglando 2 reti in campionato, venendo svincolata assieme a tutte le compagne al termine della stagione.
Conclusa l'esperienza italiana rientrò in Spagna per indossare nuovamente la maglia dell'Athletic per la stagione entrante, quella della riconquista del titolo di Campione di Spagna da parte della sezione femminile del club spagnolo dopo nove campionati.

### Nazionale
Joana Flaviano fece il suo esordio nella Nazionale spagnola Under-19 il 10 aprile 2007, nella partita pareggiata per una rete ciascuna con le pari età dell'Italia, in occasione delle qualificazioni all'edizione 2008 del Campionato europeo femminile Under 19 di calcio, dove la sua nazionale venne inserita nel gruppo 6 con Italia, Serbia e Svizzera.
Venne convocata anche alle qualificazioni dell'edizione 2009.

## Palmarès
- Campionato spagnolo: 2

Athletic Bilbao: 2006-2007, 2015-2016